# Bump
«Bump» (en español: «Sacudida») es un sencillo de la cantante y actriz estadounidense Raven-Symoné.

## Información
La pista fue lanzada para Radio Disney por airplay, llegando a su punto máximo en el #30 de los Radio Disney charts, y nunca recibió un lanzamiento comercial. La pista se ha tomado del tercer álbum de estudio de Raven, This Is My Time, como tercer sencillo.

### Lista de canciones
Desacarga digital
1. «Bump»

## Posiciones
| Listas (2005)                   | Posición |
| ------------------------------- | -------- |
| Radio Disney                    | 30       |
| Billboard Hot 100               | 39       |
| Billboard Hot Dance Club Play   | 34       |
| Billboard Rhythmic Top 40       | 35       |
| Billboard Hot R&B/Hip-Hop Songs | 19       |
| UK Singles Chart                | 12       |
| Brasil Top 200 Singles          | 16       |

## Créditos y personal
- Compositores: Jay Condiotti, Matthew Gerrard, Robbie Nevil.[6]
- Productor: Matthew Gerrard.[6]
- Mezcla: Krish Sharma.[6]